# فورد ثلاثية المحرك
فورد ثلاثية المحرك (بالإنجليزية: Ford Trimotor)‏، كانت طائرة مدنية ثلاثية المحرك، أنتجت من قبل شركة فورد في عام 1926، حلقت لأول مرة في 11 يونيو 1926.

## خصائص
- باع الجناح : 22.56 م.
- طول : 15.19 م.
- ارتفاع : 3.58 م.
- محركات : 3 محركات.
- وزن عند الإقلاع : 4.598 كغم.
- سرعة : 172 كم/س.
- ارتفاع في الجو : 5000 م.
- الأفراد : طاقم: شخصين / 11-14 راكب.